# Нашуа (Монтана)
Нашуа (енгл. Nashua) град је у америчкој савезној држави Монтана.

## Демографија
По попису из 2010. године број становника је 290, што је 35 (-10,8%) становника мање него 2000. године.
| Група             | 2000.       | 2010.       |
| Белци             | 298 (91,7%) | 272 (93,8%) |
| Афроамериканци    | 1 (0,3%)    | 0 (0,0%)    |
| Азијати           | 1 (0,3%)    | 1 (0,3%)    |
| Хиспаноамериканци | 7 (2,2%)    | 4 (1,4%)    |
| Укупно            | 325         | 290         |